# Vejen til byen
Vejen til byen er en dansk spillefilm fra 1978. Filmen er et socialrealistisk drama om en maskinarbejder, der bliver opsagt, da fabrikken bliver solgt til tyskerne. Filmen blander fiktion med autentiske optagelser af danske arbejderes strejker og optøjer. Filmens manuskript er skrevet kollektivt af Claus Wanscher, Jes Bonde og Preben Nygaard Andersen, der også sammen instruerede filmen. Filmen er produceret af de tre instruktørers fælles selskab i samarbejde med Filminstituttets kollektive workshop DOK-Film.
Filmen havde biografpremiere den 8. september 1978 i Biografen i Huset i Aarhus.

## Handling
Kjeld bliver sammen med ti andre afskediget fra en maskinfabrik. Filmen skildrer hans reaktion på sin fyring og hans forgæves forsøg på at finde nyt arbejde.

## Medvirkende
- Keld Henriksen - Kjeld
- Doris Larsen - Kjelds kone
- Stine Larsen - Kjelds datter
- Peter Larsen - Kjelds søn
- Niels Vandrefalk Andersen -	Direktøren
- Ulla Lemvigh-Müller (Koppel) - Direktørfrue
- Franco Invernizzi
- Erik Mikkelsen
- Raymond Adjavon
- Harley Pedersen
- Ilse Olsen
- Jan Stub

## Musik
Filmens musik er skrevet af Dårskabens Hus og Jan Toftlund. Dårskabens Hus og Jan Toftlund udgav samme år et album, Vejen til byen, bl.a. med sange, der indgår i filmen.